# Iris Brosch

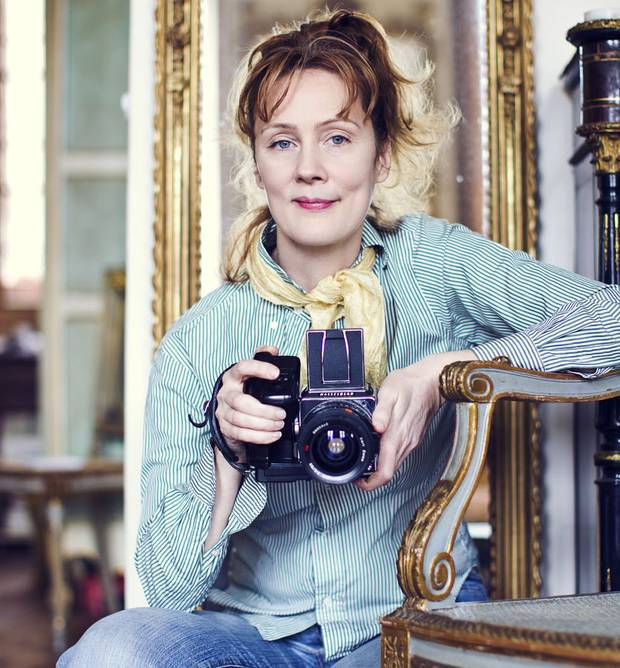
Iris Brosch, 2011

Iris Brosch (* 1. Juli 1964 in Wolfsburg) ist eine deutsche Modefotografin und Künstlerin.

## Wirken
Brosch arbeitet als Modefotografin, Videokünstlerin und Performance-Künstlerin. 2002 präsentierte Brosch ihre Videoarbeit Pure Heaven in der Ausstellung Differing Views in Wien. Broschs Videoarbeiten zeigten „mythische Frauenfiguren in auratischen Szenerien“.
Seit 2005 präsentierte Brosch ihre Videoarbeiten und Performances mehrfach auf der Biennale di Venezia. 2005 war sie dort mit der Multimedia-Performance Divinta vertreten, die in Anlehnung an die Tableaux vivants durch Verschmelzung verschiedener künstlerischer Disziplinen wie Fotografie, Mode, Musik und Tanz ein „weibliches Gesamtkunstwerk“ zu verwirklichen suchte. 2009 folgte die Performance Erotic Enlightenment die Installation Galathea und das Video Benediction.
2010 wurden ihre Fotografien in der Ausstellung All about Colours in Wien gezeigt. In den Jahren 2010 bis 2015 entstanden die Videos Prélute, In Paradisum, Die Regen Göttin, Women & Nature near Extinction, L'uomo und Vita für die David Vostell die Musik komponierte. Im Juni 2011 präsentierte Brosch bei der Biennale di Venezia die Performance Requiem for Women, eine Erinnerung an die Frauen, die über die Jahrhunderte Opfer von Gewalt, Verfolgung und Unterdrückung wurden.
Ihre Modeaufnahmen und Porträtfotos wurden unter anderem in der italienischen Ausgabe der Vogue, Uomo Vogue, der britischen und deutschen Ausgabe von Marie Claire, der französischen Ausgabe der Elle, der New York Times, Harper’s Bazaar, und zahlreichen weiteren Magazinen veröffentlicht. Sie fotografierte Werbekampagnen unter anderen für Hugo Boss, Pantene, Tommy Hilfiger, Escada, Maybelline, Jaguar, John Richmond Perfume, Lancel, Virgin Records, Campari und Renault. Brosch fotografierte unter anderem Claudia Schiffer, Sophie Dahl, Benedict Cumberbatch, Carlos Acosta, Shere Hite, Eva Padberg und Heidi Klum. Sie fotografierte das spanische Top-Model Laura Ponte als Frida Kahlo. In ihren Kahlo-Porträts ahmte Brosch dabei den Malstil von Frida Kahlo nach.
Brosch will in ihren Fotografien die Frauen und ihre Weiblichkeit ausdrucksstark und kraftvoll zeigen. Frauen sind für sie Heldinnen. Seele und Intellekt der Frauen sollen im Mittelpunkt stehen. Brosch will Frauen in ihrer „rigiden Makellosigkeit“ zeigen. Im Mittelpunkt von Broschs Fotoarbeiten steht die Auseinandersetzung mit den Alten Meistern und die Wandelbarkeit der Frau. In ihren Fotografien zitiert Brosch die italienischen Maler der Renaissance, wie Sandro Botticelli, die Gemälde der Präraffaeliten, aber auch die Malerei der Moderne. Ihr fotografischer Stil wurde so beschrieben: „Miuccia Prada trifft auf Leonardo da Vinci“. Sie lebt in New York und Paris.

## Ausstellungen (Auswahl)
- 2001: Porto  (Cultural Capital of Europe 2001), First Story - Women Building, New Narratives for Narratives for the 21 St Century
- 2002: Pure Heaven, Different Views, Videos, Ausstellung in Wien[10]
- 2005: Divinit, 51. Biennale di Venezia, Ausstellung, Performance, Video[3]
- 2006: Three Girl in Montau, New York, ICP
- 2007: Birth of Black Venus, ARTE COMMUNICATIONS exhibition, Biennale di Venezia, Performance
- 2008: Cannes, Festival International de la Photographie de Mode
- 2009: Erotic enlightenment, Biennale di Venezia, Performance
- 2009: Galathea (Video-Installation, 6.75 min), Musee Galerie Ground Zero in Peking (China)
- 2010: Les Trois Grâces, Video, Performance, Rom, Contemporary Art
- 2010: Benediction, Video, Art Basel, Miami art museum & XXXXMAG, Video
- 2011: Requiem for Women, 54. Biennale di Venezia, Performance
- 2012: In Paradisum, Video, Screening with SFE TV, Palais de Tokyo
- 2012: Verweile doch! (Gruppenausstellung), Kunstiftung-Sachsen-Anhalt
- 2012: Ohne Titel, Olympic fine arts, Barbican Art Center London
- 2012: From Martydom to Femicide, IBBS Production, Performance, Venedig
- 2013: Women & Nature near Extinction, Video, Performance, IBBS Production, Venedig
- 2013: Ohne Titel, Videoinstallation, Art Athina, DADADA
- 2013: Linger On, Goethe-Institut, Washington
- 2014: L'uomo, Performance, Arte et Communication Venedig
- 2014: Physical Feminism, Internet, IBBS Production

## Videos (Auswahl)
- 2002: Pure Heaven
- 2009: Femmes Fleurs Forever
- 2009: Galathea
- 2009: Benediction
- 2010: Les Trois Graces
- 2010: Prélute
- 2012: Valentina
- 2012: In Paradisum
- 2012: Die Regen Göttin
- 2013: Women & Nature near Extinction
- 2014: L'uomo
- 2014: Physical Feminism
- 2015: Hercules and Omphale
- 2015: Vita
- 2017: Vita II

## Publikationen
- NAKED WOMEN, The female nude photography from 1850 to the present day, Thunder’s Press, 2001
- FEMMES, Masterpieces of Erotic Photography, Carlton Books